# Cortereggio
La frazione di Cortereggio (Cortress in piemontese) è situata all'interno del comune di San Giorgio Canavese, in provincia di Torino e conta attualmente 229 abitanti. L'abitato della frazione è posto a sud del capoluogo, da cui dista circa 5 chilometri, a 245 m s.l.m. in esclusiva e totale pianura accanto al Torrente Orco. Le principali strade di accesso a Cortereggio sono quelle che lo collegano ai vicini comuni di Lusigliè e San Giusto Canavese. La documentazione archivistica e lo stesso toponimo (Curtis Regia) attestano l'origine altomedievale dell'insediamento di Cortereggio.

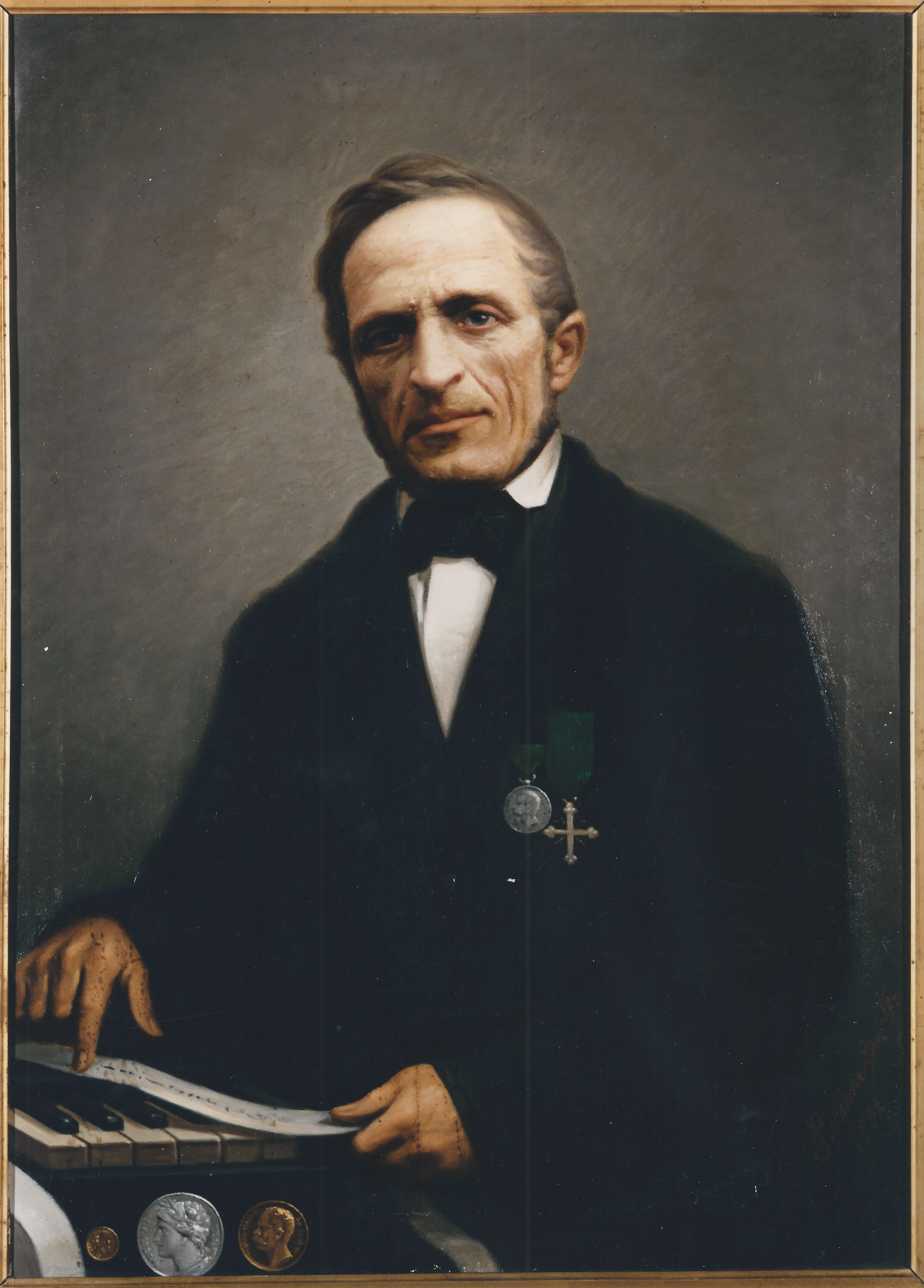
Antonio Michela Zucco

Il borgo di Cortereggio è caratterizzato da una struttura urbanistica molto compatta ad impianto ortogonale. Sulle strette vie si affacciano le numerose cascine con portici, legnaie e fienili che si sviluppano lungo il lato strada, cui seguono il cortile, le stalle e la parte abitativa nel lato più interno. Al centro della frazione si trova la chiesa, dedicata alla Natività di Maria Vergine, che fu a lungo una cappellania semiautonoma posta alle dipendenze dall'arciprete di San Giorgio. In occasione della solennità della Natività della Vergine, titolare della chiesa frazionale, si compie una processione in cui le giovani donne della borgata portano sul capo le "caritore", caratteristici coni infiorati. A Cortereggio si solennizza anche la festa patronale di Santa Lucina che cade il 30 giugno; essa viene celebrata l'ultima domenica di giugno o la prima domenica di luglio con una processione attraverso le vie della frazione in cui si porta l'urna-simulacro effigiante la santa martire.
Attualmente il territorio di Cortereggio, così come il capoluogo San Giorgio, sono parte della diocesi di Ivrea, ma fino al 1805 la giurisdizione spirituale su Cortereggio era esercitata dall'abate nullius di San Benigno di Fruttuaria. 
Il più famoso cittadino di Cortereggio è stato Antonio Michela Zucco che qui nacque il 1º febbraio 1815 e morì a Quassolo il 24 dicembre 1886. Fin da giovanissimo concepì l'idea di un alfabeto universale "che vieppiù accomunasse gli uomini nei loro rapporti, nei loro interessi, nell'espressione dei loro sentimenti".  Dagli studi teorici passò all'applicazione pratica e nel 1863 presentò per la prima volta ai partecipanti al Secondo Congresso Pedagogico (Milano, Palazzo Brera) il suo sistema di stenografia "a processo sillabico istantaneo ad uso universale mediante piccolo e portatile apparecchio a tastiera". Nacque così la Macchina Michela.
Presso il Museo civico di San Giorgio Canavese “Nòssi Ràis” sono conservati la Macchina Michela ed il meccanismo dell'orologio realizzato nel Settecento dal calusiese Domenico Massa per il campanile di Cortereggio.

## La Piattella canavesana di Cortereggio
Cortereggio è luogo di produzione della piattella canavesana di Cortereggio (faseul ëd Cortress in piemontese), una varietà locale di fagiolo. Si tratta di un “fagiolo bianco, reniforme, piuttosto piatto – da cui il nome piattella – e con una buccia che la bassa concentrazione di calcio nel suolo rende molto sottile. Le piattelle erano un'importante risorsa economica per le famiglie del luogo, che le vendevano a clienti di tutto il Canavese. Tradizionalmente si seminavano assieme al mais, le cui piante fungevano da tutore per quelle del legume”. A partire dagli anni Ottanta del Novecento la produzione venne via via abbandonata e fu mantenuta la coltivazione, per uso esclusivamente famigliare, solamente da parte di qualche agricoltore locale. Nel 1981 però l'agricoltore Mario Boggio consegnò alcuni chilogrammi di questo fagiolo alla banca del germoplasma presso la Facoltà di scienze agrarie dell'Università degli Studi di Torino, così da conservarne la semente. Grazie alla lungimirante iniziativa di Mario Boggio la coltivazione della piattella è stata ripresa dagli agricoltori di Cortereggio, che hanno dato vita ad una associazione con l'obiettivo di recuperare e promuovere questa antica coltura. Dal 2010 la Piattella canavesana di Cortereggio è Presidio Slow Food.